# Benjamin Čumpelík
Benjamin Čumpelík (31. května 1845 Horní Krupá - 11. července 1909 Praha-Staré Město), byl český lékař, psychiatr.

## Život
Benjamin Čumpelík se narodil v rodině pojezdného Václava Čumpelíka. Po ukončení základní školy absolvoval mladoboleslavské gymnázium a studium medicíny na pražské Karlo-Ferdinandově univerzitě. Lékařskou praxi zahájil roku 1872 v pražském ústavu choromyslných. V roce 1879 se stal primářem a v roce 1889 i ředitelem na tomto ústavu. Po roce 1886 stál Čumpelík u vzniku první české psychiatrické kliniky. Stal se také jejím prvním přednostou. Založil psychiatrickou léčebnu v Kosmonosech, byl jejím prvním ředitelem a zasloužil se o její rozšíření o objekt bývalého piaristického kláštera a o zámek v Horních Beřkovicích. V roce 1904 se významnou měrou zasloužil o výstavbu nové psychiatrické léčebny v Bohnicích. Zde se v roce 1907 stal vrchním ředitelem. O dva roky později, 11. února 1909 v Praze po dlouhé nemoci zemřel.